# 諏訪盆地

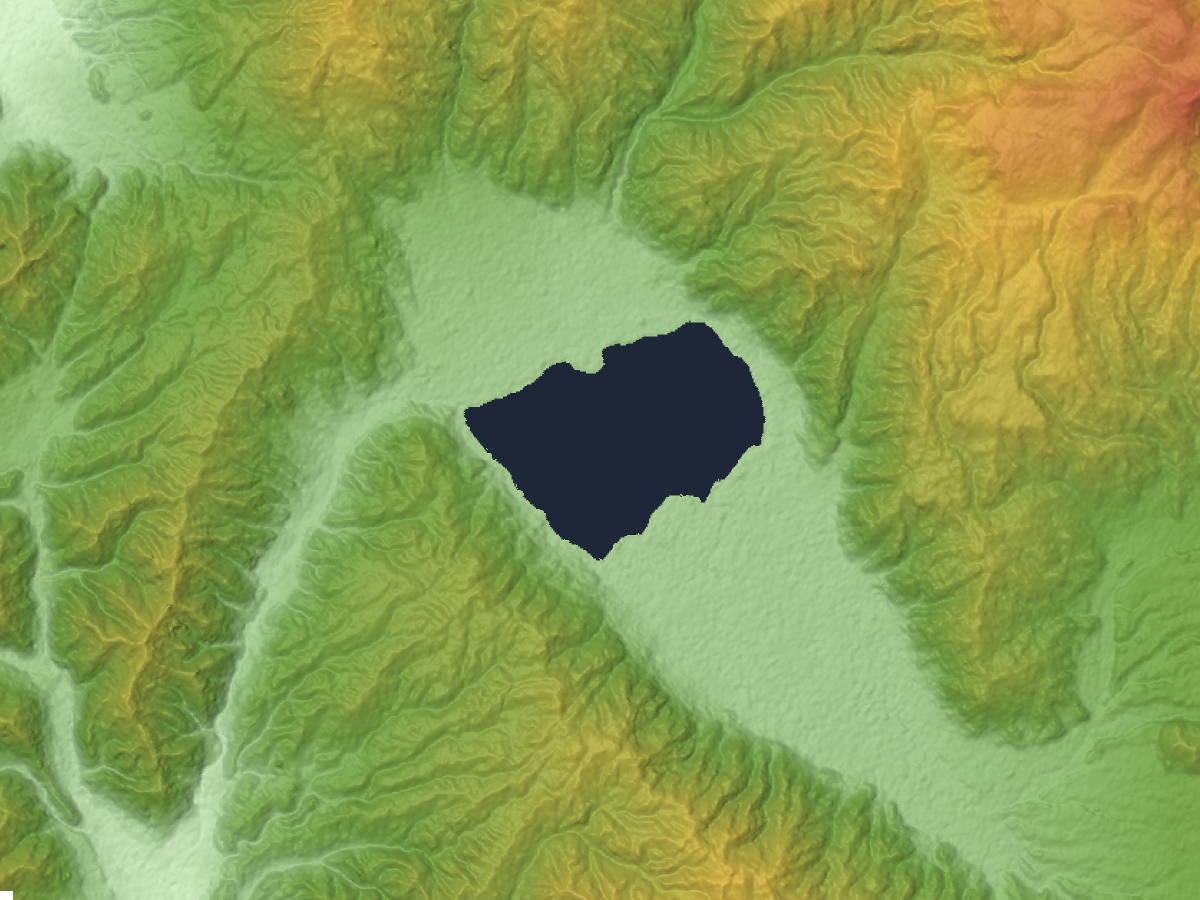
諏訪盆地的地形图

諏訪盆地是長野縣中部的盆地。因鐘錶等精密機械工業發達，而有著「東洋的瑞士」的別名。

## 地理
諏訪盆地的海拔約為750m到900m。在日本的盆地中算是高的。跨岡谷市、諏訪市、茅野市及諏訪郡等行政區域，盆地中央有諏訪湖。周圍被八岳等眾多的山包圍。
因國道20號、JR中央本線、中央自動車道、長野自動車道通過此區域，對東京方面、名古屋方面、長野・北陸方面這三方面的交通都很便利。

## 外部連結
- 諏訪盆地 （页面存档备份，存于） - Kotobank（日語）